# Tiffin (Iowa)
Tiffin es una ciudad ubicada en el condado de Johnson, Iowa, Estados Unidos. Según el censo de 2020, tiene una población de 4512 habitantes.

## Geografía
Tiffin está ubicada en las coordenadas 41°42′23″N 91°39′41″O / 41.70639, -91.66139. Según la Oficina del Censo de los Estados Unidos, Tiffin tiene una superficie total de 10.84 km², de la cual 10.82 km² corresponden a tierra firme y 0.02 km² es agua.

## Demografía
Según el censo de 2020, hay 4512 personas residiendo en Tiffin. La densidad de población es de 419,2 hab./km². El 82.4% son blancos, el 5% son afroamericanos, amerindios, el 2.5% son asiáticos, el 2.8% son de otras razas y el 7% son de dos o más razas. Además, el censo registró 13 amerindios y 2 isleños del Pacífico.
Es la ciudad de más rápido crecimiento del Estado de Iowa, con un incremento del 132% desde la medición anterior.